# 南国郵便局
南国郵便局（なんこくゆうびんきょく）は高知県南国市にある郵便局。民営化前の分類では集配普通郵便局であった。

## 概要
住所：〒783-8799 高知県南国市日吉町1-1-3

### 分室
分室はなし。過去に存在した分室は以下のとおり。
- 保険分室 - 1949年（昭和24年）に廃止。

## 沿革
- 1879年（明治12年）1月2日 - 御免郵便局（五等）として開設[1]。
- 1881年（明治14年） - 為替取扱を開始。
- 1882年（明治15年） - 貯金取扱を開始。
- 1897年（明治30年）3月1日 - 御免郵便電信局となる。
- 1903年（明治36年）4月1日 - 通信官署官制の施行に伴い御免郵便局となる。
- 1949年（昭和24年）6月11日 - 長岡郡後免町から同郡長岡村に移転[2]。同日、保険分室を廃止[3]。
- 1956年（昭和31年）10月1日 - 長岡簡易郵便局の廃止に伴い、取扱事務を承継。
- 1960年（昭和35年）3月1日 - 南国郵便局に改称。
- 1983年（昭和58年）4月1日 - 和文電報受付および電話通話事務の取扱を開始。
- 1988年（昭和63年）12月5日 - 南国市東崎から同市日吉町一丁目に移転。
- 1990年（平成2年）2月26日 - 稲生郵便局および領石郵便局から集配業務のそれぞれ一部[4]を移管。
- 1996年（平成8年）7月1日 - 外国通貨の両替および旅行小切手の売買に関する業務取扱を開始。
- 2007年（平成19年）10月1日 - 民営化に伴い、併設された郵便事業南国支店に一部業務を移管。
- 2012年（平成24年）10月1日 - 日本郵便株式会社発足に伴い、郵便事業南国支店を南国郵便局に統合。

## 取扱内容
- 郵便、印紙、ゆうパック、内容証明
- 貯金、為替、振替、振込、国際送金、国債、投資信託
- 生命保険、バイク自賠責保険、自動車保険、変額年金保険
- ゆうちょ銀行ATM（管轄はゆうちょ銀行松山支店）
- 「783-00xx」区域（南国市の全域）集配業務
- ゆうゆう窓口

## 周辺
- 南国市役所
- 高知県立高知東工業高等学校
- 国道195号
- 舟入川

## アクセス
- JR土讃線・土佐くろしお鉄道ごめん・なはり線 後免駅から南へ600m（徒歩約6分）
- とさでん交通後免線 後免西町停留場下車すぐ
- 高知東部交通・南国市コミュニティバス後免西町バス停下車
- 高知自動車道 南国ICから南へ約5km
- 国道195号沿い
- 駐車場あり：10台